# ペトル・パヴェル
ペトル・パヴェル（Petr Pavel、1961年11月1日-）は、チェコの政治家、元陸軍将軍。2023年3月9日にチェコの大統領に就任した。過去にはチェコ軍の参謀長やNATOの軍事委員長を務めた。2023年チェコ大統領選挙では前首相のアンドレイ・バビシュ候補を破って、大統領に当選。

## 来歴
1961年にチェコスロバキアの一部であったプラナで生まれる。当時、パヴェルの父は1989年までターボル軍管区司令部の将校を務めていた。父の影響も受けたパヴェルは1983年にヴィシュコフ陸軍軍事高等学校を卒業後、チェコスロバキア軍空挺部隊の小隊長として従事。チェコスロバキア共産党には1985年から1989年のビロード革命が勃発するまで、所属していた。1989年から2年間、ブルノ陸軍士官学校に入学していた。陸軍士官学校卒業後は1991年から1993年まで、パヴェルはチェコスロバキア軍参謀本部の軍事情報部に配属される。
1993年には国際連合保護軍の第1チェコスロバキア大隊に配属され、クロアチア紛争で敵軍であるセルビア軍に包囲されたベンコヴァツに所在するフランス軍駐屯地であるカリン基地からの撤退の一環として、派遣された。戦火を交えながら、55人のフランス兵をOT-64装甲兵員輸送車で救出した。この功績により、チェコからは英雄勲章を、フランスからはレジオンドヌール勲章を授与された。
ボスニア・ヘルツェゴビナ紛争にも参加後、チェコ軍の軍事外交官に任命された。2002年の不朽の自由作戦にはNATO軍として参加。同年に准将に昇格。2003年イラク攻撃ではアメリカ軍の一員として、イラク共和国軍に対し、大量破壊兵器を使用する可能性があると警告した。2007年から2009年にブリュッセルで開催されたEUの軍事会議ではチェコ代表として出席。2011年には専門家委員会のメンバーであり、国防に関する白書を執筆し、チェコ共和国の国防を改善するための対策を提案した
パベルは2012年6月から3年間、チェコ共和国軍の参謀総長に任命された。2014年にはボフスラフ・ソボトカ首相（当時）によって、NATO軍事委員長に推薦され、軍事委員会委員長選挙で当選。委員長就任中はクリミア半島併合を行ったロシアを主要な脅威と警戒していた。2018年の退任直前にはイェンス・ストルテンベルグNATO事務総長に功績を讃えられた。軍事委員会の功績により、アメリカ軍よりレジオン・オブ・メリットを授与される。2018年に軍を退役後、軍事コンサルタントとして活動していた傍、2020年には新型コロナウイルス流行に闘う人への支援計画も行っている。
大統領選挙では前首相のアンドレイ・バビシュ候補を58%対41%で破って、大統領に当選。中国寄りの外交で知られるミロシュ・ゼマンとは対照的に、パヴェルは欧米寄りの外交に転換する可能性が高いとされる。
- ウクライナ支援集会にて（2022年3月）
- ノルウェー国防総省幹部のホーコン・ブルーン＝ハンセン（英語版）（左）との会談（2016年）
- アメリカ軍のジョセフ・ダンフォード統合参謀本部議長（左）よりレジオン・オブ・メリットを授与されるパヴェル（2018年）

## 論争
2023年6月、西側に住むすべてのロシア人を大量に監視するよう呼びかけ、論争を巻き起こした。「西側諸国に住むすべてのロシア人は、侵略的な戦争を主導する国の国民であるため、過去よりもはるかに監視されるべきです...。それは単に戦争のコストだ」と述べた。さらに、第二次世界大戦中にフランクリン・ルーズベルト大統領が数十万人の日系アメリカ人を強制収容にしたことを引き合いにして肯定した。強制収容は、後に米国政府が「人種的偏見、戦争ヒステリー、政治的リーダーシップの失敗」の結果であったとして謝罪と賠償を行っている。ジョー・バイデン米大統領も、「アメリカ史上最も恥ずべき時代の一つ 」と評している。

## 私生活
無宗教。チェコ語、英語、フランス語、ロシア語が堪能。前妻ハナとの間に2人の息子を、後妻であるエヴァ・パヴェロヴァーとの間に1子を儲ける。